# Spirastrella pachyspira
Spirastrella pachyspira är en svampdjursart som beskrevs av Claude Lévi 1958. Spirastrella pachyspira ingår i släktet Spirastrella och familjen Spirastrellidae. Inga underarter finns listade i Catalogue of Life.